# Мой адрес — Советский Союз
«Мой адрес — Советский Союз» — песня Давида Тухманова на слова Владимира Харитонова, написанная в 1972 году.

## История
Колёса диктуют вагонные,

Где срочно увидеться нам.

Мои номера телефонные

Разбросаны по городам.

Заботится сердце,

Сердце волнуется,

Почтовый

Пакуется груз.

Мой адрес –

Не дом и не улица,

Мой адрес –

Советский Союз.

Мой адрес –

Не дом и не улица.

Мой адрес –

Советский Союз.
Владимир Харитонов написал это стихотворение в 1972 году (в год 50-летия СССР). По свидетельству Ю. Маликова, Харитонов прочитал его на «Песне года» и выразил сомнение по поводу того, что оно может стать песней; композитор Давид Тухманов сказал, что знает, что это будет за песня и кто её будет исполнять. Через месяц песня была записана ВИА «Самоцветы» и отправлена на музыкальный конкурс; организаторы мероприятия не указали ни исполнителя, ни автора, но «Мой адрес — Советский Союз» заняла первое место.
С распадом СССР песня стала не востребована; её не ставили в эфир радиостанций, а «Самоцветы» перестали исполнять её на концертах. Но длилось это недолго.

«Мы однажды поехали на концерт в Саратов. Это был футбольный матч компании „Старко“, в которой играли артисты. Ко мне подошел Юра Давыдов, руководитель нашей компании, и попросил спеть „Мой адрес Советский Союз“. В итоге нас посадили в машину и провезли вокруг всего стадиона. Весь зал пел эту песню с нами. И тогда я понял, что эта песня — про людей».— Юрий Маликов

## Исполнители
Первыми и главными исполнителями песни «Мой адрес — Советский Союз» стали ВИА «Самоцветы». По словам основателя коллектива Юрия Маликова, который впоследствии написал книгу «Мой адрес не дом и не улица», композиция «охарактеризовала целую эпоху». Свою версию записали и «Новые Самоцветы»:

«Мы пытались из неё сделать более модную, скажем, песню, но, как это ни странно, ничего хорошего из этого не получилось. И мы взяли основной вариант музыкальной фонограммы, в том виде, в котором она была сделана изначально. И на неё уже сделали свою вокальную версию. В своем первоначальном виде эта песня и есть такая настоящая и честная. Когда начинаешь её перерабатывать, она как-то с этим не очень дружится. Настолько она пропитана настоящими советскими и эстрадными, не побоюсь этого слова, корнями».— Инна Маликова
Свою версию записала группа «Приключения Электроников»; на песню был снят видеоклип.